# Thilo Maatsch
Thilo Friedrich Maatsch (* 13. August 1900 in Braunschweig; † 20. März 1983 in Königslutter) war ein deutscher Grafiker, Maler und Bildhauer. Er war ein Künstler der abstrakten und der konkreten Kunst sowie des Konstruktivismus.

## Leben
Maatschs Interesse für die Kunst, insbesondere der Moderne begann früh. Im Alter von 16 Jahren besuchte er eine Ausstellung von Franz Marc in der Galerie Der Sturm:

„durch den leidenschaftlichen eifer, mit dem ich jede kunstausstellung durchforschte, die mir erreichbar war, erfuhr ich, mehr unbewußt, die spannweite der moderne: entscheidender augenblick, als ich 1916 in einer Sturm-ausstellung von Franz Marcs mandrill und von seinem pferdchen-holzschnitt (unter anderem) ergriffen wurde.“

Seine Begeisterung für die Kunst beschränkte sich nicht allein auf das Visuelle, sondern er fing vermutlich vor 1918 an, als Künstler tätig zu sein:

„1918 hing das erste kleine aquarell von mir bei freunden neben einer zeichnung von Paul Klee unter einem Signac.“

Im Jahr 1918 gründete Maatsch mit Rudolf Jahns und Johannes Molzahn die „Gesellschaft der Freunde junger Kunst“ in Braunschweig. Zu deren Mitgliedern gehörten u. a. Lyonel Feininger und Paul Klee. Zudem entwarf Wassily Kandinsky, der Maatsch förderte und den Maatsch wie seinen Vater verehrte, das Signet der Gruppe. Noch im selben Jahr freundete sich Maatsch mit dem Kunstsammler Otto Ralfs an. 1919 und 1921 besuchte er Heinrich Vogeler in Worpswede.
Da er vom Malen allein den Lebensunterhalt nicht finanzieren konnte, wandte er sich dem Lehrerberuf zu und begann 1922 mit der Ausbildung. Nach zwei Jahren setzte man ihn als Volksschullehrer in Holzminden ein. Maatsch beschäftigte sich intensiv mit der Malerei. So intensiv, dass Familie und Beruf kaum eine Rolle mehr spielte.
1924 erfolgte der erste Ankauf einer Arbeit von Thilo Maatsch durch den Braunschweiger Sammler Otto Ralfs. Dafür kam er mit Nina und Wassily Kandinsky in Maatschs Einzimmerwohnung, um ein Ölgemälde auszuwählen. Für Maatsch war es eine große Ehre, sein Bild neben Werken von Mondrian, Kandinsky, Klee und weiteren damals schon namhaften Künstlern in einer Sammlung zu wissen. 1925 initiierte Ralfs eine Ausstellung der „Gesellschaft der Freunde junger Kunst“.
Trotz seiner Arbeit als Lehrer gelang es Maatsch nicht, seinen Wunsch nach einem Studium am Bauhaus zu verwirklichen. Dies vor allem, weil er noch eine kleine Familie hat ernähren müssen. Es gelang ihm aber, in den Ferienwochen am Bauhaus in Weimar und später Dessau zu studieren. Dort schloss er Bekanntschaft mit Paul Klee, Lyonel Feininger, László Moholy-Nagy, William Wauer und Lothar Schreyer. Kandinsky, Klee sowie Moholy-Nagy erlaubten ihm, sich in ihren Ateliers aufzuhalten und bei ihnen zu studieren. Mit Kurt Schwitters war er nicht nur befreundet, sondern teilte eine ähnliche Formensprache, weswegen Maatsch manchmal zum Kreis von Schwitters gezählt wird.
Noch im selben Jahr schloss sich Maatsch der Novembergruppe an und wurde dort Mitglied. Es folgten zudem eine jährliche Teilnahme bis 1932 an der „Großen Berliner Kunstausstellung“. 1927 gar richtete ihm Herwarth Walden in seiner Galerie Der Sturm mit, wie Maatsch selbst im Rückblick 1970 noch immer stolz vermeldete, „mindestens 50 Grafiken und etwa 10 Aquarellen und einigen Gemälden“ eine Einzelausstellung aus. Nun stellte er genau in der Galerie aus, die seine Leidenschaft für die Moderne entfacht hatte.
Unter dem Nationalsozialismus kam, wie für viele andere Avantgarde-Künstler auch, der Absturz. Bereits 1933 wurden erstmals Kunstwerke von Maatsch beschlagnahmt. 1934 wurde er aus der Reichskammer der bildenden Künste ausgeschlossen, Maatsch wurde als „entartet“ gelistet. Anders als etwa Emil Bartoschek führte Maatsch die abstrakte Malerei weder im Verborgenen weiter, noch wandte er sich einer systemkonformen gegenständlichen Malerei zu. Maatsch bevorzugte es, seine Laufbahn als Künstler weitestgehend zu unterbrechen, und widmete sich seinem gelernten Beruf als Lehrer. 1943 wurde er als Sanitäter in den Kriegseinsatz berufen und geriet in sowjetische Gefangenschaft.

## Nach den Kriegen
Nach der Befreiung aus der sowjetischen Gefangenschaft und der Rückkehr in die Heimat erlaubte die Situation im frühen Nachkriegsdeutschland keine Existenz als freischaffender Künstler. Gezwungen, seine Familie zu ernähren, nahm er seinen alten Lehrerberuf wieder auf und brachte es nach einiger Zeit zum Schulleiter. Ernst Jünger umschrieb diese Tätigkeiten nach einem Besuch bei ihm 1947: „Thilo Maatsch, der Lehrer, Maler, Übersetzer, Aufzeichner von Träumen, Bibliophiler und Archäologe ist, zugleich gesellschaftlicher Mittelpunkt.“
In den 1950er Jahren weilte er mehrfach im Auftrag der UNESCO in Paris. Rund 20 Jahre nach Kriegsende folgte etwa ab 1966 seine Wiederentdeckung, und von diesem Zeitpunkt an reihte sich in dichter Folge Ausstellung an Ausstellung. Werke von Maatsch wurden von bekannteren Privatsammlungen erworben, darunter der Deutsche Bank Collection. Stephan Hupertz, Carl Lazlo und Alfred und Elisabeth Hoh. Hochgeachtet schied Thilo Maatsch 1983 in Königslutter aus seinem Leben.

## Werk
Maatsch wurde in den 1920er Jahren vor allem durch seine geometrisch-abstrakten Farbflächenbilder bekannt, bei denen jegliche Raum- und Tiefenwirkung aufgelöst wird.
Jan Winkelmann schrieb 1994: „Eine vergleichbare Reduzierung der Bildmotive auf flächige geometrische Elemente in Verbindung mit einem weitgehenden Verzicht auf räumliche Wirkung wird in den Werken von Thilo Maatsch und Lou Loeber deutlich. Hier wird das statische, formale Repertoire bei dekorativer Farbigkeit auf geometrische Grundformen wie Rechteck, Kreis, Raute reduziert.“ Diese Reduktion geriet auch in die Kritik: „So waren beispielsweise Werke von Piet Mondrian oder Thilo Maatsch zwar von der Klarheit und dem Einsatz von Weißfläche her sehr interessant, allerdings ließ sich durch die zu starke Geometrisierung eine Darstellung der in der Musik vorkommenden Dynamiken nicht verwirklichen“ schrieb Claus Hoffmann seiner Bachelorarbeit.
Diese Epoche von Maatsch wird immer wieder als Inspirationsquelle genannt, beispielsweise von Silvain Joblin und Horst Schmidt.

### Spätwerk
Nach Ende des Zweiten Weltkrieges wandte sich Maatsch auch einer biomorphen Abstraktion zu, die auch florale und figurale Motive aufwies. Es entstanden Arbeiten auf Papier, Holzschnitte und kleinere Skulpturen, die sich fundamental von jenen Werken unterscheiden, die als charakteristisch für Maatsch gelten.
Die organisch gerundeten Figurationen und floralen Elemente reihen sich ein in die organische Kunst der 1950er und 1960er Jahre, wie sie auch Henry Moore und Barbara Hepworth vertraten. Das Spätwerk wird bis heute von den konsequent konstruktivistischen Arbeiten überschattet, mit denen Thilo Maatsch in den 1920er Jahren Aufsehen erregte.

### Fälschungen von Arbeiten auf Papier
Insbesondere auf Online-Auktionen tauchen einfachere Arbeiten auf Papier auf. Die Menge des Angebots schwankt und erreicht manchmal eine große fast inflationäre Anzahl. Die Werke sind teilweise atypisch, sehr einfach gehalten und stets auf Papier. Man kann vermuten, dass es sich um Fälschungen handelt.

## Ausstellungen (Auswahl)
Einzelausstellungen
- 1925: Gesellschaft der Freunde junger Kunst zusammen mit Rudolf Jahns und Johannes Molzahn
- 1927: Einzelausstellung in der Galerie Der Sturm
- 1931: Einzelausstellung in der Kunsthalle Dörbrandt, Braunschweig
- 1972: Rationale Spekulationen, Mönchengladbach
- 1974: Thilo Maatsch, Bartha Collection[10]
- 1976: Thilo Maatsch, Aquarelle 1955-1966, Städt. Sammlungen Duisburg-Rheinhausen[11]
- 1979: Der Maler und Bildhauer Thilo Maatsch Retrospektive im Städtischen Museum in Braunschweig
- 1980: Thilo Maatsch: Ausstellung zum 80. Geburtstag, Helmstedt und Königslutter
- 1985: Thilo Maatsch – Aquarelle aus fünfzig Jahren, Schloss Hardenberg Velbert,[12] und Villingen.
- 1991: Thilo Maatsch: Werke 1920–1980, Galerie Reichard, Frankfurt
- 2009: Thilo Maatsch (1900-1983), Galerie Irene Lehr, Berlin

Thematische Ausstellungen mit Kunstwerken von Maatsch (auch aus Privatsammlungen)
- 1925–1932: jährliche Beteiligung an Großen Berliner Kunstausstellung
- 1971: Deutsche Avantgarde 1915–35, Köln
- 1972: Konstruktivismus, Köln
- 1973: The Non-Objective World 1914–1955[13], London
- 1977: Tendenzen der 20er Jahre[14], Berlin
- 1978: Avant-Garde der konstruktiven Kunst, Galerie Schreiner, Basel
- 1994: Die Neue Wirklichkeit. Abstraktion als Weltentwurf Wilhelm-Hack-Museum Ludwigshafen 1994
- 1996: Walter Dexel, Thilo Maatsch und Rudolf Jahns, Reichard 1996.
- 1998: Internationale Sprachen der Kunst: Gemälde, Zeichnungen und Skulpturen der Klassischen Moderne aus der Sammlung Hoh, Lindenau-Museum, Altenburg; Kulturgeschichtliche Museum und Felix-Nussbaum-Haus, Osnabrück; Museum am Ostwall, Dortmund; Germanische Nationalmuseum, Nürnberg.
- 2000: Nicht Ruhe geben, bevor die Erde quadratisch ist! Mannheimer Kunstverein, Sammlung von Marli Hoppe-Ritter (Museum Ritter).
- 2005: Kunst ohne Grenzen, Werke der Internationalen Avantgarde von 1910 bis 1940 aus der Sammlung Hoh, Ernst-Barlach-Haus, Hamburg
- 2008: Aufbruch in die Moderne: Graphik des frühen 20. Jahrhunderts aus der Sammlung Gerd Gruber
- 2009: Begegnung Bauhaus: Kurt Schmidt und Künstler der Avantgarde, von Kandinsky bis Vasarely, Kunstsammlung Gera
- 2013: GEBAUTE BILDER: Werke aus der Sammlung Hupertz, Ernst-Barlach-Haus Hamburg[15]

## Werke im öffentlichen Besitz
- Museum Haus Konstruktiv, Zürich[16]
- Museum Ritter, Waldenbuch[17]
- Museum of Art, Indianapolis, USA[18]
- Dubniczay-Haus Sammlung Carl Laszlo (Károly László), Veszprém[19]
- Sprengel Museum Hannover[20]
- Stadt Salzgitter, Kunstsammlung[21]

## Weiteres
Thilo Maatsch ist der Namenspatron folgender Schule:
- Thilo-Maatsch-Schule für Kinder und Jugendliche mit Lernbehinderung in Königslutter am Elm.
- Das Werk Für Thilo von Horst Schmidt ist Thilo Maatsch gewidmet.[22]